# Tuileries (stanice metra v Paříži)

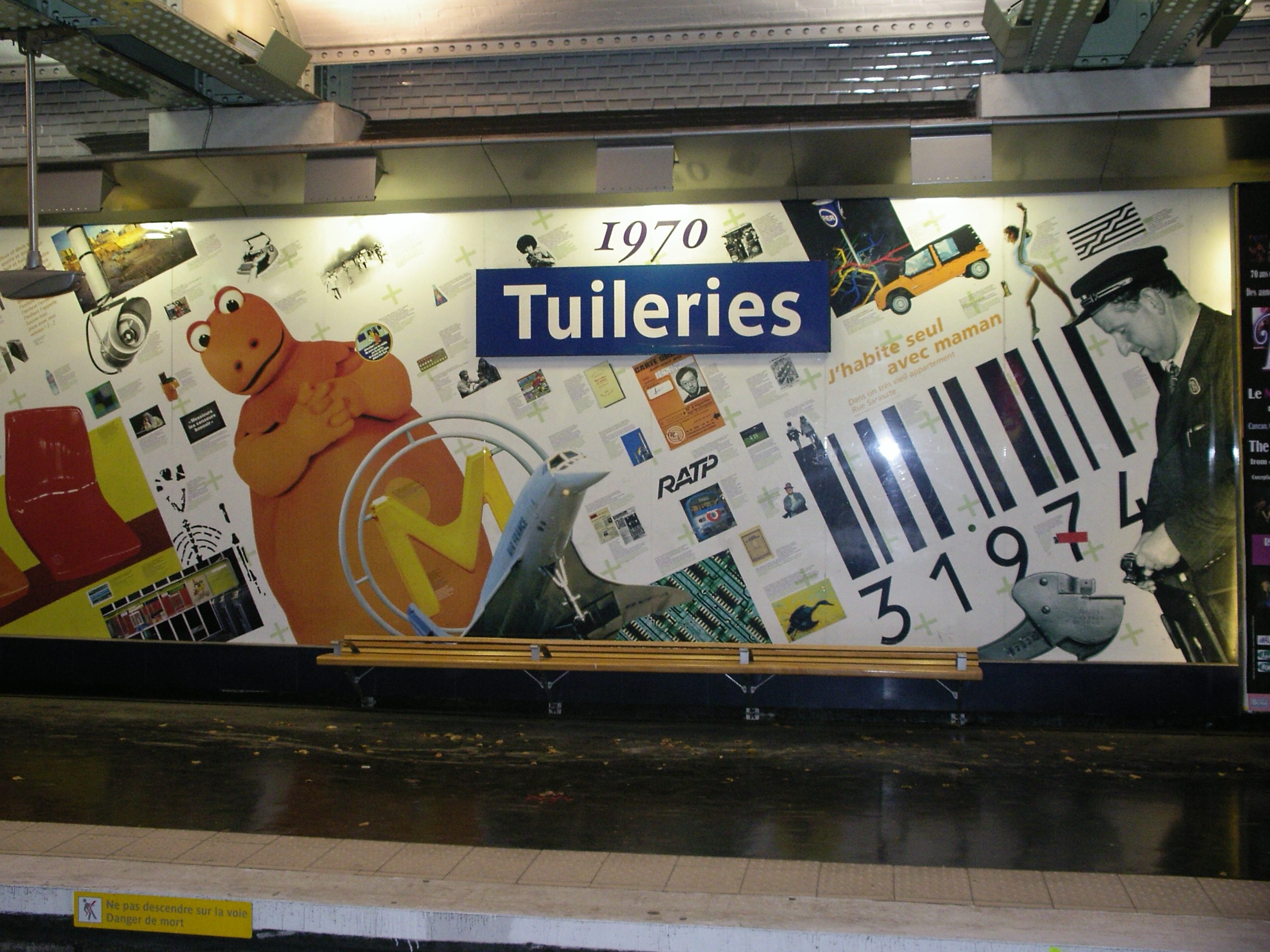
Výzdoba nástupiště

Tuileries je nepřestupní stanice pařížského metra na lince 1 v 1. obvodu v Paříži. Nachází se pod ulicí Rue de Rivoli.

## Historie
Stanice byla otevřena 19. července 1900 jako součást vůbec prvního zprovozněného úseku pařížského metra.
V rámci přestavby linky 1 na automatizovaný provoz, byla zdejší nástupiště upravena během víkendu 18. a 19. října 2008.

## Název
Jméno stanice je odvozeno od názvu veřejného parku – bývalých královských zahrad, které nechala v roce 1564 vysadit Kateřina Medicejská při výstavbě dnes již neexistujího Tuilerijského paláce.

## Vstupy
Stanice má pouze jeden vstup, odkud vedou dvoje schody na Rue de Rivoli na úrovni domů č. 206 a 210. Schody se nacházejí na severní straně Tuilerijských zahrad přímo u jednoho ze vchodů do parku.

## Zajímavosti v okolí
- Jardin des Tuileries
- Arc de Triomphe du Carrousel
- Place Vendôme